# 大岬旧海軍望楼跡

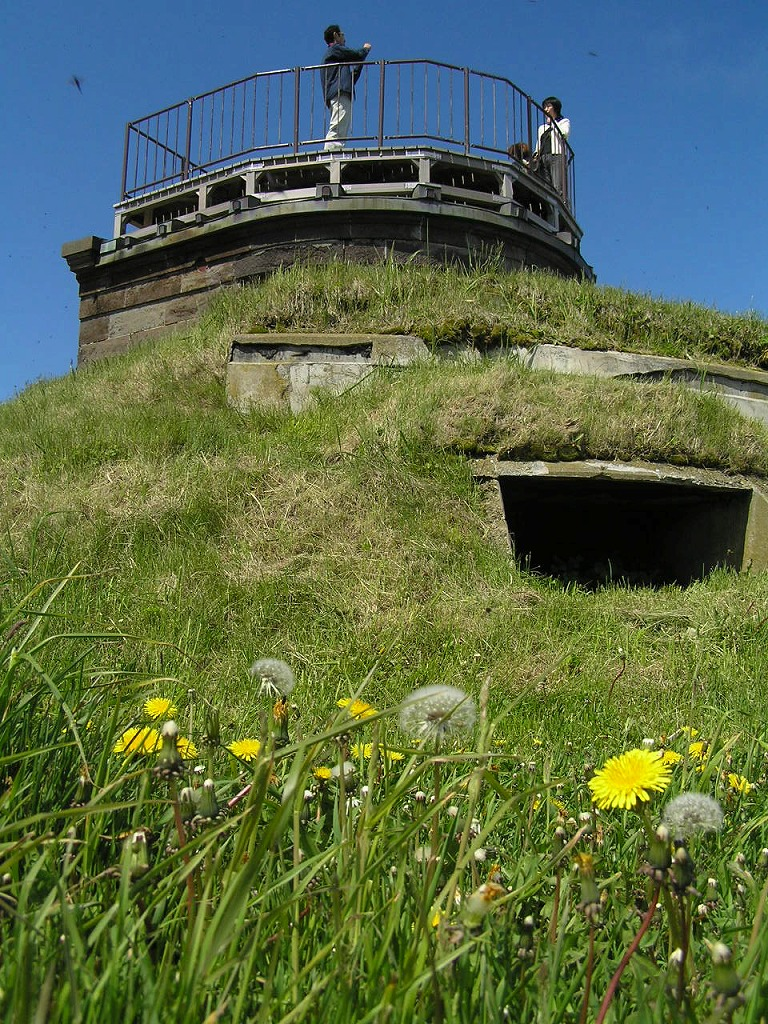
現在は観光地となっている大岬旧海軍望楼跡

大岬旧海軍望楼跡（おおみさききゅうかいぐんぼうろうあと）は、稚内市宗谷岬公園内に現存する旧帝国海軍が建設した海軍望楼の軍事史跡である。

## 概要
1875年（明治8年）の樺太・千島交換条約により、宗谷周辺は国境となる。帝政ロシアが樺太に軍備を進めると、これに対応して1902年（明治35年）に旧帝国海軍によって国境の防備として建造された。当時最強と謳われたバルチック艦隊の動きを早期に察知する必要性から、重要な海上監視の任務が課せられていた。
日露戦争の終結とともに監視哨としての使命を終えた後は、1920年（大正9年）沿海州で勃発した尼港事件の際には無線通信基地として機能した。
1968年（昭和43年）12月に稚内市の有形文化財に指定される。稚内市は数回にわたる大火で古い建造物を消失しており、大岬旧海軍望楼跡は、同市内で現存する唯一の明治時代の建築物。現在は観光施設として望楼上に上がることができ、サハリン方面がよく見渡せる。

## 所在地
- 北海道稚内市字大岬

## 交通
- 稚内駅からバス。